# Sainte-Gemmes-le-Robert
 Sainte-Gemmes-le-Robert  es una población y comuna francesa, en la región de Países del Loira, departamento de Mayenne, en el distrito de Laval y cantón de Évron.

## Demografía
| 817 | 764 | 720 | 730 | 771 | 780 |
| Para los censos de 1962 a 1999 la población legal corresponde a la población sin duplicidades (Fuente: INSEE [Consultar]) |     |     |     |     |     |